# Konstantin Konstantinovič Rokossovskij
Konstantin Konstantinovič Rokossovskij (in russo Константин Константинович Рокоссовский? in polacco Konstanty Rokossowski; Varsavia, 21 dicembre 1896 – Mosca, 3 agosto 1968) è stato un generale sovietico di origine polacca, maresciallo dell'Unione Sovietica e della Polonia.
Dopo aver subito la persecuzione durante le repressioni degli anni '30, ritornò in servizio nell'Armata Rossa e, durante la seconda guerra mondiale, ottenne una serie di brillanti vittorie, dimostrandosi uno dei condottieri più abili e preparati dell'Unione Sovietica.

## Biografia
Nasce nella Polonia allora appartenente all'Impero russo, nel 1896. Suo padre, Ksawery Wojciech Rokossowski, era un ispettore della ferrovia Varsavia-Vienna, appartenente alla casata nobiliare della Szlachta (nobiltà polacca). Rimasto orfano di padre ancora giovane, sbarca il lunario facendo il muratore. Nel 1914, si arruola nella cavalleria dello zar e durante la prima guerra mondiale combatte con coraggio e valore, guadagnandosi i gradi di sergente e, per due volte, la croce di San Giorgio, una delle massime onorificenze zariste.
Nel 1917, allo scoppio della rivoluzione, aderisce al movimento rivoluzionario percorrendo la carriera nell'Armata Rossa e raggiungendo il grado di generale. Vittima delle epurazioni del 1937-1939, trascorre tre anni in carcere, ma viene richiamato nel 1940 e reintegrato con il grado di maggior generale (generale di brigata). Durante la seconda guerra mondiale ebbe nel 1941 il comando di un corpo d'armata ad ovest di Mosca e nel 1942 quello del settore del Don.
Dotato di lucidissime visioni strategiche, fu soprannominato "Il martello degli unni", comandò le armate del Fronte del Don che distrussero le truppe tedesche della 6. Armata accerchiate nella sacca di Stalingrado nel gennaio 1943. Promosso generale d'armata e poi maresciallo, tenne nel 1944 il comando del 1º Fronte Bielorusso: nel 1945 entrò nella Prussia Orientale, occupando poi Danzica e Stettino.
Dal 1949 al 1956 Rokossovskij fu ministro della difesa della Polonia e comandante supremo di quell'esercito e il grado di maresciallo di Polonia; rientrato nell'Unione Sovietica gli furono in seguito assegnati altri incarichi.